# Malta (otok)
Malta je največji od treh otokov, ki sestavljajo arhipelag. Včasih ga za statistične namene imenujejo kar Valletta, da bi razlikovali glavni otok od celotne države Malta. Leži sredi Sredozemskega morja neposredno južno od Italije in severno od Libije. Otok je dolg 27 km, širok 14,5 km, skupna površina je 246 km². Na otoku so številni manjši kraji in naselja (največje je Birkirkara), ki skupaj sestavljajo urbano območje z več kot 480.000 prebivalci. Samo glavno mesto Valletta ima 5827 prebivalcev (stanje 2019). Za pokrajino so značilni nizki hribi s terasastimi polji.

## Zgodovina
Ljudje so naselili Malto leta 5200 pr. n. št., ko so v zgodnjem neolitiku s Sicilije prišli lovci ali kmetje. Zgodnje neolitske naselbine so odkrili na odprtih območjih in tudi v jamah, kot je Għar Dalam.  Okoli 3500 pr. n. št. jih je zamenjala kultura megalitskih graditeljev templjev. Zgradili so nekaj najstarejših prostostoječih struktur na svetu v obliki megalitskih templjev, kot sta Ħaġar Qim in Mnajdra.  Po letu 2500 pr. n. št. se je prebivalstvo zmanjšalo, vendar je otok kmalu postal domovina bronastodobnih priseljencev, ki so se naselili na območjih, kot je Borġ in-Nadur. Na Malti so zgradili prve utrdbe. 
Malti so kasneje vladali Feničani, Kartažani, Rimljani, Bizantinci in Arabci, preden jo je leta 1091 zasedla Sicilija. Otok je nato postal del Kraljevine Sicilije, dokler ga niso zavzeli pripadniki reda svetega Janeza skupaj z Gozom in Tripolijem leta 1530. Leta 1565 so se red in Maltežani uprli velikemu osmanskemu vdoru, ki je bil znan kot veliko obleganje Malte. Red je vladal Malti več kot 250 let in zgradil več velikih arhitekturnih del, tudi glavno mesto Valletta. Leta 1798 so Francozi pod Napoleonom zasedli Malto in vladali od 1798 do 1800. Napoleon je od 12. do 18. junija prebival v palači Parisio v Valleti. Francozi so ostali, dokler se niso Maltežani uprli. Leta 1800 so Britanci prevzeli nadzor nad Malto in otok je bil na začetku britanski protektorat, čez  nekaj let pa kolonija. Britanci so vladali približno 150 let, Malta pa je postala neodvisna leta 1964. Deset let kasneje je država Malta postala Republika Malta. Leta 2004 se je pridružila Evropski uniji in štiri leta pozneje sprejela evro. 

## Geografija
Malta je največji otok v arhipelagu v osrednjem Sredozemlju, približno 80 km južno od italijanskega otoka Sicilije prek Malteškega kanala. Malta je vzhodno od svojih sestrskih otokov Gozo in Comino. Leži na plitki polici, šelfu, ki je nastala na visokem kopenskem mostu med Sicilijo in severno Afriko, ki je postala osamljena, ko se je morska gladina po zadnji ledeni dobi povišala.  Malta zato leži na območju med evrazijsko in afriško tektonsko ploščo. 
Številni zalivi vzdolž razčlenjene obale otokov zagotavljajo dobre možnosti za pristanišča. Pokrajina je sestavljena iz nizkih gričev s terasastimi polji. Najvišja točka na Malti je Ta 'Dmejrek (253 m) blizu Dinglija. Čeprav je ob velikih padavinah nekaj manjših rek, na Malti ni trajnih rek ali jezer. Nekateri vodotoki imajo svežo vodo vse leto, npr. Ras ir-Raħeb pri Baħriji in l-Imtaħleb.
Fitogeografsko Malta spada v provinco Liguro-Tyrrhenian sredozemske regije v borealnem kraljestvu. Po podatkih WWF ozemlje Malte spada v ekoregijo sredozemski gozdovi in makija. 
Nekateri manjši otoki so:
- otok Dellimara (Marsaxlokk)
- Filfla (Żurrieq / Siġġiewi)
- skala Għallis (Naxxar)
- otoki svetega Pavla (Mellieħa)
- Manoelov otok (Gżira), s celino ga povezuje most Mistra Rocks (San Pawl il-Baħar)
- otok Qawra Point / Ta 'Fraben (San Pawl il-Baħar)
- skala Sala (Żabbar)
- skala Xrobb l-Għaġin (Marsaxlokk)

### Urbanizacija
Po Eurostatu je otok Malta enotno večje urbano območje, imenovano "Valletta". Po demografskih podatkih je celotna država opredeljena kot urbana površina . Po mnenju Evropske mreže za opazovanje urejanja prostora je Malta opredeljena kot funkcionalno urbano območje (FUA).  Po podatkih Združenih narodov je približno 95 % Malte mestno območje, ki se stalno povečuje.  Tudi po izsledkih študij ESPON in Evropske komisije je celotno ozemlje Malte ena sama urbana regija. 

## Gospodarstvo
Glavni otok Malta pomembno prispeva k celotnemu gospodarstvu države, ki je po mnenju Mednarodnega denarnega sklada (MDS) sama razvrščena kot napredno gospodarstvo. Do leta 1800 je bila Malta odvisna od bombaža, tobaka in njegovih ladjedelnic za izvoz. Malteško gospodarstvo se je okrepilo z odprtjem Sueškega prekopa leta 1869, saj se je zelo povečal civilni ladijski promet, ki je uporabljal pristanišča na otoku. Do konca 19. stoletja je gospodarstvo začelo nazadovati in do začetka devetdesetih let 20. stoletja ostalo v resnih kriznih razmerah. Novejše trgovske ladje so namreč zahtevale manj pogosto ustavljanje zaradi goriva. Po drugi svetovni vojni se je gospodarstvo ponovno okrepilo.

### Turizem
Malta je priljubljen turistični cilj z 1,2 milijona turistov letno. Turistična infrastruktura se je v preteklih letih izredno povečala, na otoku je več dobrih hotelov.